# Güngör Şahinkaya
Güngör Şahinkaya (* 1. August 1954 in Trabzon) ist ein ehemaliger türkischer Fußballspieler und -trainer. Er war eines der wichtigsten und beständigsten Mitglieder jener Mannschaft von Trabzonspor, die als erstes anatolisches Team die türkische Meisterschaft gewinnen konnte, und gehörte elf Spielzeiten der großen Mannschaft dieses Vereins an, die unter dem Spitznamen Karadeniz Fırtınası ab 1975 ein Jahrzehnt lang den türkischen Fußball dominierte.
Vier seiner insgesamt fünf älteren Bruder waren ebenfalls als Profifußballspieler tätig und spielten wie Güngör entweder für Trabzonspor oder dessen Vorgängervereine. Er entstammt einer Familie, die seit zwei Generationen als Fußballspieler oder -funktionäre den Fußball in Trabzon maßgeblich prägte und an vielen wichtigen Erfolgen beteiligt war.

## Karriere

### Verein
Şahinkaya spielte ab 1971 für die Nachwuchsabteilung von Trabzonspor, dem stärksten Verein seiner Heimatstadt. Begünstigt wurde dieser Umstand dadurch, dass bei Trabzonspor oder dessen Vorgängervereinen mehrere seiner Familienmitglieder als Spieler oder Vereinsfunktionär tätig gewesen waren. Dieser Verein wurde 1967 durch die Fusion mehrerer örtlicher Vereine gegründet und hatte die Absicht, mit örtlichen Talenten der Stadt Trabzon in der 1. Lig zu repräsentieren. In der Zweitligasaison 1973/74 führte dieser Verein die Liga souverän an, erreichte zum Saisonende die Meisterschaft der 2. Lig und damit den lang ersehnten Aufstieg in die 1. Lig. Die erste Saison in der höchsten türkischen Spielklasse beendete Trabzonspor Mannschaft auf dem neunten Tabellenplatz und erreichte nebenbei zum ersten Mal in der Vereinsgeschichte das Türkische Pokalfinale. In der zweiten Erstligasaison gewann der Klub völlig überraschend die türkische Meisterschaft. Bis zu dieser Saison entschieden die drei großen Istanbuler Vereine Beşiktaş Istanbul, Fenerbahçe Istanbul und Galatasaray Istanbul die Meisterschaft der 1. Lig unter sich. Zwar verfehlte mit Eskişehirspor ein anderer anatolischer Verein dreimal knapp die Meisterschaft, jedoch blieb der Bann bestehen. Erst mit Trabzonspors Meisterschaft wurde er gelöst. Daneben holte die Mannschaft in dieser Saison den Präsidenten-Pokal und den Premierminister-Pokal. Şahinkaya befand sich in dieser Saison zwar im Profikader, blieb jedoch ohne Pflichtspieleinsatz. Erst in seiner zweiten Saison wurde Şahinkaya in Pflichtspielen eingesetzt, blieb aber weiterhin nur Ersatzspieler. Sein Profidebüt gab er am 4. August 1976 in der TSYD-Istanbul-Pokalspiel gegen Fenerbahçe. In der Saison 1976/77 gelang seinem Verein neben der Titelverteidigung in der türkischen Meisterschaft auch der erste Titel im Türkischen Pokal. Damit gehörte Şahinkaya, der in dieser Saison in sechs Pflichtspielen eingesetzt wurde, auch zu der Mannschaft, die den ersten türkischen Double-Sieg der Vereinsgeschichte holte. Nach diesen sehr erfolgreichen zwei Spielzeiten vergab Trabzonspor erst mit der Spielzeit 1977/78 mit einem Punkt Unterschied die Meisterschaft an Fenerbahçe, konnte aber die zwei übrigen Pokale holen. Unter anderem gelang im Türkischen Pokal die erste Titelverteidigung der Vereinsgeschichte in diesem Wettbewerb. Şahinkaya kam während dieser Saison nur in einem Pflichtspiel zum Einsatz und fristete ansonsten ein Reservistendasein.
Trabzonspor geriet 1978 in große finanzielle Schwierigkeiten und sah die Lösung darin, einige Stars zu verkaufen. Außerdem wollte man im Mannschaftskader eine Revision durchführen. Nach dieser Revision wurde Şahinkaya regelmäßig eingesetzt und eroberte sich während der Saison 1978/79 den erhofften Stammplatz. Seine Mannschaft gewann zum Saisonende wieder die türkische Meisterschaft und den Präsidenten-Pokal, eine frühere Version des späteren türkischen Supercups. In der nächsten Saison, der Saison 1979/80, gelang ihm mit seinem Verein die Titelverteidigung in der türkischen Meisterschaft und im Präsidenten-Pokal. Şahinkaya absolvierte in dieser Spielzeit 39 Pflichtspiele und war damit mit seinen beiden Teamkollegen Şenol Güneş und Turgay Semercioğlu einer von drei Spielen mit den meisten Pflichtspieleinsätzen seines Vereins. Auch in der nachfolgenden Spielzeit gelang Şahinkayas Team die Titelverteidigung in der türkischen Meisterschaft. Dadurch gelang Trabzonspor nach Galatasaray Istanbul als zweiten Verein das Kunststück dreimal in Folge die türkische Meisterschaft zu gewinnen. Nach diesen erfolgreichen drei Saisons verletzte sich Şahinkaya in der Ligapartie vom 13. September 1981 gegen Diyarbakırspor, fiel dadurch nahezu die gesamte Saison 1981/82 aus und stand seinem Verein erst gegen Saisonende wieder zur Verfügung. In der Saison 1982/1983 war er wieder voll einsatzfähig und absolvierte alle Ligaspiele seines Vereins. Seine Mannschaft verfehlte in diesen beiden Spielzeiten zweimal knapp die türkische Meisterschaft. Während der Verein in der Saison 1981/82 gänzlich titellos geblieben war, konnte in der 1982/1983 der Präsidenten-Pokal geholt werden. Aus diesem Grund investierte der Klub im Sommer 1983 in neue Spieler und holte aufstrebenden Jungspieler wie Hasan Şengün, Hasan Vezir und Kemal Serdar. Mit den Verstärkungen erlebte Trabzonspor einen guten Start in die Spielzeit 1983/84 und lieferte sich mit Fenerbahçe Istanbul und Galatasaray Istanbul ein Kopf-an-Kopf-Rennen um die türkische Meisterschaft. Vor dem 26. Spieltag belegte Trabzonspor mit lediglich einem Punkt Vorsprung zu den beiden Kontrahenten den 1. Tabellenplatz. Bereits in der Samstagspartie dieses Spieltages unterlag Galatasaray mit 0:3 Orduspor und ermöglichte so Trabzonspor durch einen Auswärtssieg gegen den anderen direkten Konkurrenten Fenerbahçe eine erste Vorentscheidung Richtung Meisterschaft zu erreichen. In der hart umkämpften und mit 26.000 Zuschauern ausverkauften Partie lieferten sich beide Mannschaften ein packendes Spiel. Trabzonspor gewann das Spiel durch Tor von Hasan Şengün in der 89. Minute mit 1:0. Durch diesen Sieg machte der Verein einen wichtigen Schritt Richtung Meisterschaft. Die verbliebenen Spieltage behielt sie souverän den Punktevorsprung und erreichte die Sechste und vorerst letzte Meisterschaft der Vereinsgeschichte. Şahinkaya absolvierte in dieser Spielzeit wieder nahezu alle Ligaspiele seiner Mannschaft. Mit ihr gewann Şahinkaya in dieser Saison auch den Türkischen Fußballpokal und war auch an dem zweiten und letzten türkischer Double-Sieger Trabzonspor beteiligt.
Die nachfolgenden drei Spielzeiten blieb Şahinkaya mit seiner Mannschaft hinter den Erwartungen zurück und konnte bis zum Sommer 1986, außer dem Premierminister-Pokal der Saison 1984/85, keinen Titel gewinnen. So wurde im Mannschaftskader eine Revision durchgeführt und beschlossen einige Spieler, u. a. Şahinkaya, zum Verkauf ausgestellt. So wechselte er im November 1986 zum Ligarivalen Zonguldakspor und beendete hier im Sommer 1987 seine Karriere.

### Nationalmannschaft
Şahinkaya begann seine Nationalmannschaftskarriere 1980 mit einem Einsatz im Testspiel gegen die Saudi-arabische Nationalmannschaft. In diesem Spiel, welches seine Mannschaft mit 3:0 gewinnen konnte, gab er sein Länderspieldebüt. Bis zum Januar 1984 absolvierte er fünf weitere Länderspiele.

## Trainerkarriere
Şahinkaya erwarb nach seiner Fußballspielerkarriere die UEFA Pro Licence. In den 2000er Jahren begann er beim türkischen Fußballverband als Nachwuchstrainer und Talentsichter zu arbeiten und führte diese Tätigkeit bis zum Herbst 2014 fort.

## Familie und Kindheit
Şahinkaya entstammt einer Familie, die sich aus Gümüşhane, einer benachbarten Stadt von Trabzon, kommend in Trabzon niedergelassen hatte und kam in Trabzon 1954 auf die Welt. Nach einigen Angaben kam er erst 1956 auf die Welt und wurde von seinem Vater dann als älter dargestellt. Sein Vater İbrahim Şahinkaya zählte zu den alteingesessenen Handwerkern der Trabzoner Innenstadt und betrieb ein Handwerkerladen gegenüber der Marktmoschee (türkisch: Çarşı Cami). İbrahim Şahinkaya spielte bei Trabzon İdmangücü, einem von vier Vereinen, die sich 1967 zu Trabzonspor fusionierten, lange Jahre Fußball und zählte auch nach seiner aktiven Karriere zu den wichtigsten Persönlichkeiten des Fußballs der Stadt. Die Familie bekam sieben Kinder, sechs Jungen und ein Mädchen. Von den Jungs wurden mit Yılmaz (1937), Coşkun (1942), Sabahattin (1945), Bülent (1948–2009) und eben Güngör (1954) fünf Fußballspieler und spielten unterschiedlich erfolgreich in den damals höchsten türkischen Ligen Fußball. Während Yılmaz (eher bekannt unter seinem Spitznamen Kabak Yılmaz, deutsch: "Yılmaz, der Kürbis") seine gesamte Karriere noch vor der Trabzonspor-Ära verbrachte und deswegen in der regionalen Liga für Trabzon İdmanocağı aktiv gewesen war, dem Erzrivalen von Trabzon İdmangücü, spielten Coşkun und Bülent in den türkischen professionellen Ligen für Vereine. Coşkun spielte erst für Trabzon İdmangücü, wechselte dann in die 1. Lig, der höchsten türkischen Spielklasse, zum Hauptstadtverein MKE Ankaragücü und trat 1967 Trabzonspor bei. Dieser Klub wurde erst 1967 neu gegründet, wodurch sich Coşkun mit seinem jüngeren Bruder Bülent zum Gründungskader angehörten. Bülent trat Trabzonspor erst 1968 bei, stieg schnell zum Mannschaftskapitän auf. Später wechselte er zu Galatasaray Istanbul und musste 1976 verletzungsbedingt seine Karriere beenden. Sabahattin spielte für Trabzon Gençlerbirliği und begann später in Istanbul ein Studium der Medizin. Während seines Studiums spielte er dann für den Istanbuler Verein Süleymaniye SK. Später konzentrierte er sich auf seine Ausbildung und schaffte es bis zum Medizinprofessor.

## Erfolge
Mit Trabzonspor
- Türkischer Meister: 1975/76 (Ohne Einsatz), 1976/77, 1978/79, 1979/80, 1980/81, 1983/84
- Türkischer Pokalsieger: 1976/77, 1977/78, 1983/84
- Türkischer Pokalfinalist: 1974/75(Ohne Einsatz), 1975/76, 1984/85
- Präsidenten-Pokalsieger: 1975/76, 1976/77, 1978/79, 1979/80, 1982/83
- Premierminister-Pokalsieger: 1977/78, 1984/85